# Ammonicera rota
Ammonicera rota ist eine Schneckenart der Gattung Ammonicera, die zur Familie der Omalogyridae gehört. Sie lebt in den küstennahen Gebieten des Atlantischen Ozeans, insbesondere entlang der Westküste von Europa.

## Beschreibung
Ammonicera rota hat ein Gehäuse, das in einer Ebene aufgerollt (planispiral) ist. Sie ist transparent und gelblich oder perlweiß gefärbt, mit einer unterschiedlichen Anzahl (bis zu drei) von undeutlichen roten Längslinien, die aber auch völlig fehlen können. Sie ist daran von der dunkel gefärbten Ammonicera columbretensis unterscheidbar (manchmal ist das Gehäuse allerdings durch Aufwuchs, etwa von Algen, etwas verdunkelt).
Das winzige Gehäuse erreicht einen Durchmesser von maximal 0,89 Millimeter, mit 2,6 Umgängen. Das Gehäuse trägt stumpfe Rippen (etwa 15 davon im ersten Umgang), die an der Spindel ansetzen und auf der Ober- wie Unterseite deutlich sind, zur Medianen hin aber verflachen, so dass es in Seitenansicht im Umriss glatt erscheint. Oft werden die Rippen auf dem Teleoconch undeutlich oder verschwinden. Der letzte Umgang ist gerundet mit einem seitlichen Band, das beiderseits durch eine feine Rille abgesetzt ist. Der Übergang vom Protoconch zum Teleoconch ist undeutlich, nicht klar abgesetzt. Der Protoconch trägt auf der Oberfläche eine einzelne Grube (niemals zwei davon) und ansonsten zahlreich mikroskopisch kleine Grübchen, dazwischen eine körnige Mikroskulptur. Die einzelne Grube auf dem Protoconch charakterisiert eine Artengruppe innerhalb der Gattung und ist ein wichtiges Merkmal zur Abgrenzung von verwandten Arten.

## Verbreitung
Ammonicera rota lebt in küstennahen Gewässern des Atlantischen Ozeans. Sie ist entlang der Westküste von Europa verbreitet, von Norwegen im Norden bis zur afrikanischen Atlantikküste im Süden. Im größten Teil ihres Verbreitungsgebiets kommt sie gemeinsam mit Ammonicera fischeriana vor, die aber in den kontinentalen Küstengewässern der Nordsee fehlt so dass Ammonicera rota hier der einzige Vertreter der Gattung wäre. Die Art wird auch aus dem Mittelmeer, östlich bis zur türkischen Küste angegeben. Einige Forscher bezweifeln aber ein Vorkommen dort östlich der Küstengewässer der Straße von Gibraltar. Die Art wird oft mit anderen Vertretern der Gattung verwechselt, auch in wissenschaftlichen Werken. Einige Malakologen hielten sie früher für nicht spezifisch verschieden von Ammonicera fischeriana, so dass bei publizierten Verbreitungsangaben Vorsicht geboten ist.

## Lebensraum
Die Art lebt auf felsigem Hartgrund auf oder zwischen Seetangarten der Gattungen Fucus, Laminaria, Cladophora, Corallina, Ulva, von der Tidenzone bis in Wassertiefen von etwa 15 Meter.

## Taxonomie und Systematik
Die Art wurde erstbeschrieben als Skenea rota im Werk von Edward Forbes und Sylvanus Hanley: A history of British Mollusca and their shells 1850. Die Art wurde von John Gwyn Jeffreys 1867 als Homalogyra rota in dessen Gattung Homalogyra gestellt, dieser Gattungsname ist aber nur eine ungerechtfertigte Emendation von Omalogyra.